# شيرلي جونز
شيرلي جونز (بالإنجليزية: Shirley Jones)‏ هي موسيقية ومغنية وممثلة أمريكية، ولدت في 31 مارس 1934 في الولايات المتحدة. من الجوائز التي نالتها جائزة الأوسكار لأفضل ممثلة مساعدة عن عمل إلمر جانتري.

## أعمال

### أفلام
- (1955) أوكلاهوما
- (1960) إلمر جانتري
- (1962) رجل الموسيقى

### مسلسلات
- الساحرة المراهقة سابرينا
- شارع السمسم

## جوائز
- جائزة الأوسكار لأفضل ممثلة مساعدة، عن عمل: إلمر جانتري

## وصلات خارجية
- شيرلي جونز على موقع IMDb (الإنجليزية)
- شيرلي جونز على موقع الموسوعة البريطانية (الإنجليزية)
- شيرلي جونز على موقع ألو سيني (الفرنسية)
- شيرلي جونز على موقع ميوزك برينز (الإنجليزية)
- شيرلي جونز على موقع تيرنر كلاسيك موفيز (الإنجليزية)
- شيرلي جونز على موقع أول موفي (الإنجليزية)
- شيرلي جونز على موقع قاعدة بيانات برودواي على الإنترنت (الإنجليزية)
- شيرلي جونز على موقع قاعدة بيانات الأفلام السويدية (السويدية)
- شيرلي جونز على موقع إن إن دي بي (الإنجليزية)
- شيرلي جونز على موقع أول ميوزيك (الإنجليزية)